# Dřevohostice
Dřevohostice (v místním nářečí Dřevostice, německy Drewohostitz) jsou městys, ležící 11 km jihovýchodně od Přerova v Olomouckém kraji pod soutokem Bystřičky s Radkovkou. Žije zde přibližně 1 500 obyvatel. Oblast okolo Dřevohostic náleží do etnografické oblasti nazývané Záhoří, což je část Hané, typická svými zvyky, obyčeji, pověstmi, krojem, uměleckými řemesly apod. Okolí Dřevohostic je významné též z přírodního hlediska, roste zde několik vzácných stromů, především staré jírovce maďaly.

## Název
Třebaže ve všech písemných dokladech má jméno vesnice podobu Dřevohostice, jeho základem patrně bylo osobní jméno Třěbohost, výchozí podoba jména pak byla Třěbohostici, označovala obyvatele vsi a znamenala "Třěbohostovi lidé". Podnětem k přichýlení první části jména ke dřevo zřejmě byla (běžná) záměna hlásek b/v (Třevohostice > Dřevohostice).

## Historie

### Prehistorické osídlení
Ojedinělé nálezy broušené industrie, řazené ke kultuře s lineární keramikou, dokládají osídlení katastru Dřevohostic již v neolitu. Významnější je ovšem osídlení eneolitické (3 500 až 2 000 př. n. l.). Na severozápad od obce v Dřevohostickém lese bylo objeveno celkem 32 mohyl (lokalita sahá též na území obcí Nahošovice, Bezuchov a Hradčany). Prvních 11 objevil v roce 1889 František Přikryl, dalších 9 v roce 1908 Inocenc Ladislav Červinka, posledních 12 pak rozeznal opět Červinka v roce 1920. Zařazeny byly ke kultuře se zvoncovitými poháry a kultuře se šňůrovou keramikou. Mohyly jsou situovány na hřbet či temeno táhlého návrší v nadmořské výšce 278–300 m. V průměru mají obvykle 6–15 m, dnes dosahují výšky 1 m nad okolní povrch. Mohyly kultury šňůrové keramiky obsahují kromě skrčené kostry též milodary v podobě keramiky, sekeromlatů, broušených sekerek a štípaných nástrojů a úštěpů. Naproti tomu pohřby skrčenců kultury zvoncovitých pohárů jsou vybaveny téměř výhradně pouze zdobenými zvoncovitými poháry.

### Od středověku do konce 19. století

#### Majitelé panství
Páni na Dřevohosticích sídlili na tvrzi, doložené již k roku 1368, pozdější majitelé ji přebudovali v zámek. Dřevohostické panství bylo rozsáhlé, v 17. století zahrnovalo i sedm obcí. Nejstarší písemná zmínka o Dřevohosticích pochází z roku 1326. Prvním známým majitelem je Sudek z Dřevohostic, který roku 1358 prodal polovinu městečka s tvrzí Drslavovi ze Šelmberka. V roce 1368 prodali druhou polovinu Sudkovi dědicové Hereš a Ješek Ctiborovi Tovačovskému z Cimburka. Ten získal v roce 1371 i druhý díl panství. V roce 1447 zapsal tvrz i městečko Ctiborův dědic Jan z Cimburka Oldřichovi Stošovi z Bránic. Za jeho synů a nástupců, Jana a Oldřicha z Kounic získávají dřevohostičtí právo odúmrti (1466).
K významné změně v držení panství dochází v roce 1480, kdy od Oldřicha z Kounic kupují celé zboží bratři Jan, Bernard, Václav a Jindřich z Žerotína a zahajují tak slavnou žerotínskou epochu dřevohostických dějin. Načas sice získává Dřevohostice Bartoloměj Vanecký z Jemničky (1561–1587) a po něm Václav Mol z Modřelic, ale poté na Dřevohosticích opět vládnou Žerotínové v osobě Karla st. ze Žerotína. Ten byl známý jako podporovatel českých bratří, což se projevilo i v Dřevohosticích. Krom toho obci předal roku 1611 hřbitov, který funguje dodnes.

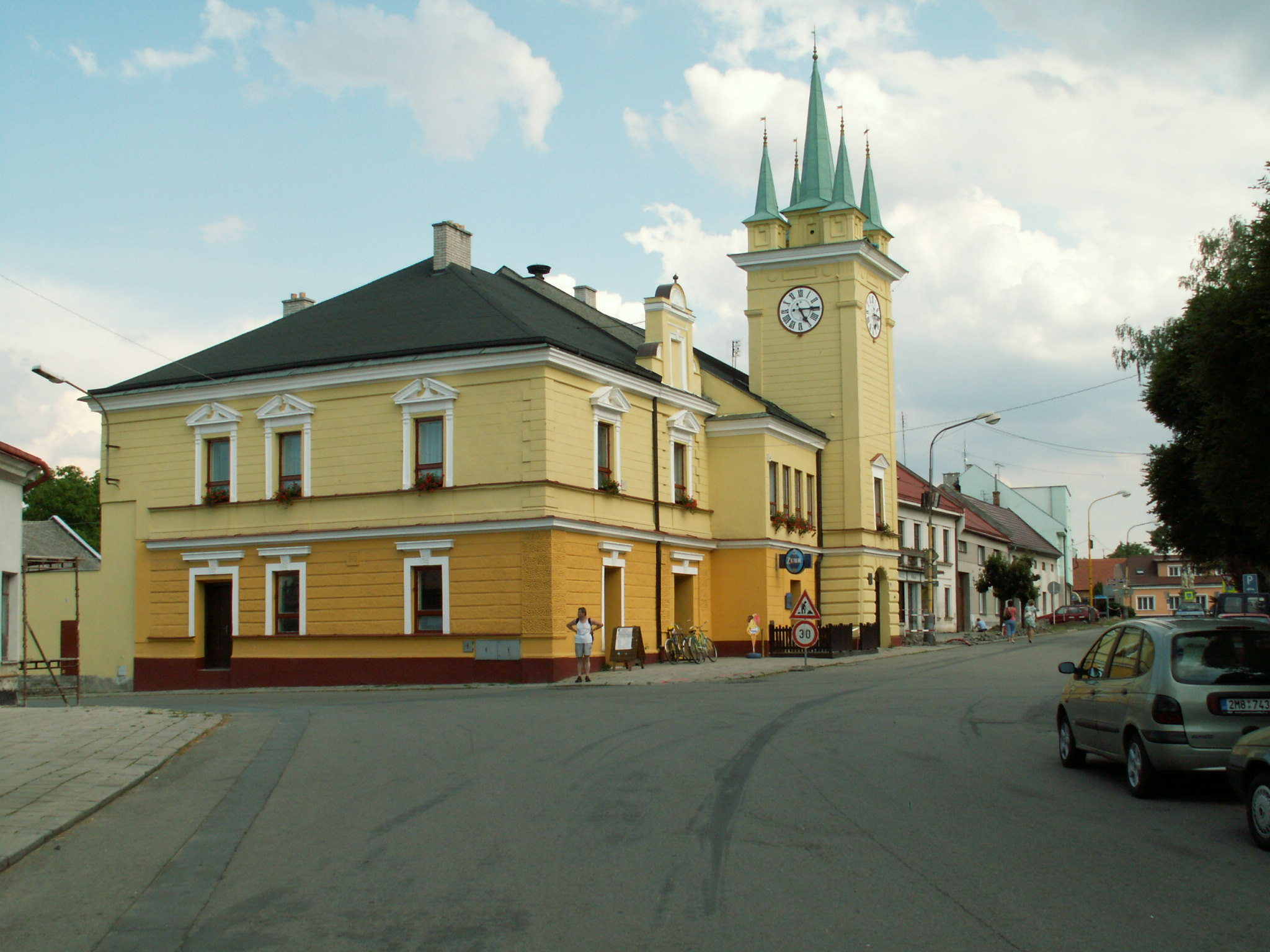
Radnice v Dřevohosticích

Roku 1620 sice kupuje panství Jan Skrbenský z Hříště za 95 000 zlatých, ale záhy je mu zkonfiskováno a sám Skrbenský je za účast na stavovském povstání popraven. Dřevhostice se dostávají do rukou českému kancléři Václavu Eusebiu z Lobkovic, který je drží do roku 1646. Poté je krátce majitelem Max hrabě z Valdštejna, než v roce 1649 trvaleji vládnou v Dřevohosticích Kaldschmietové z Eiseberka. První z nich, Jan Kaldschmiet (1649–1682) se zapsal do dějin městečka jednak barokní přestavbou zámku, jednak ale také tím, že obec omezil na právech a utužil robotu. Jeho dědicové (1682–1693) však část práv Dřevohosticím vrátili.
Na dalších sto let (1693–1799) získávají panství Oppersdorfové. Poslední členka rodu, Josefa z Oppersdorfu rozdělila panství mezi své syny a manžela Jindřicha hraběte Matušku. Jelikož ale synové zemřeli v dětském věku, Jindřich získal panství celé a držel ho do roku 1839, než jej získali Badenfeldové. Poslední majitelkou Dřevohostic byla v letech 1876–1879 Leonie z Badenfeldu, provdaná za Filipa Skrbenského z Hříště. Ta prodala celé panství i se zámkem dřevohostické obci za 255 000 zlatých.

#### Kulturní a náboženské poměry

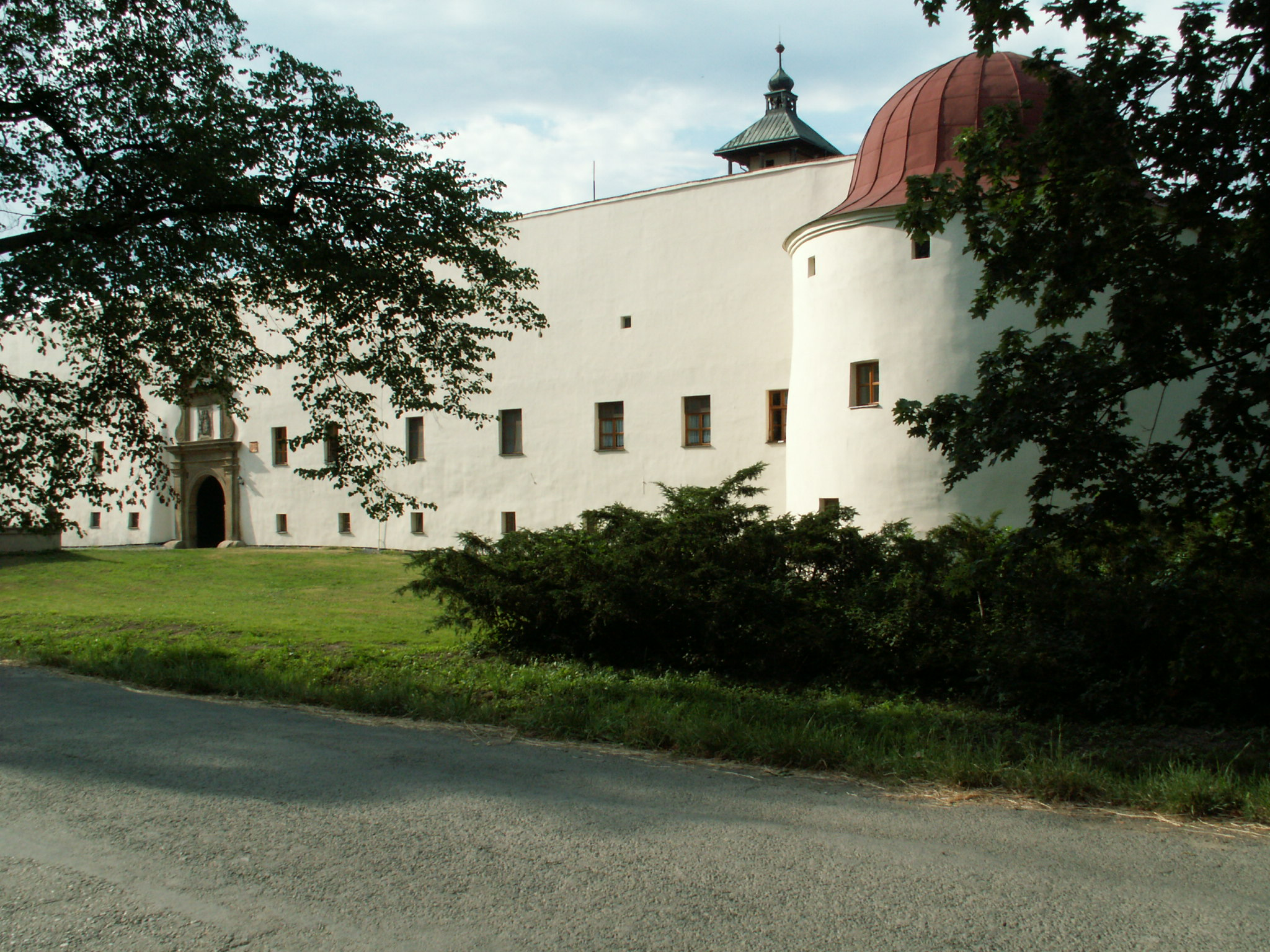
Dřevohostický zámek, levá bašta

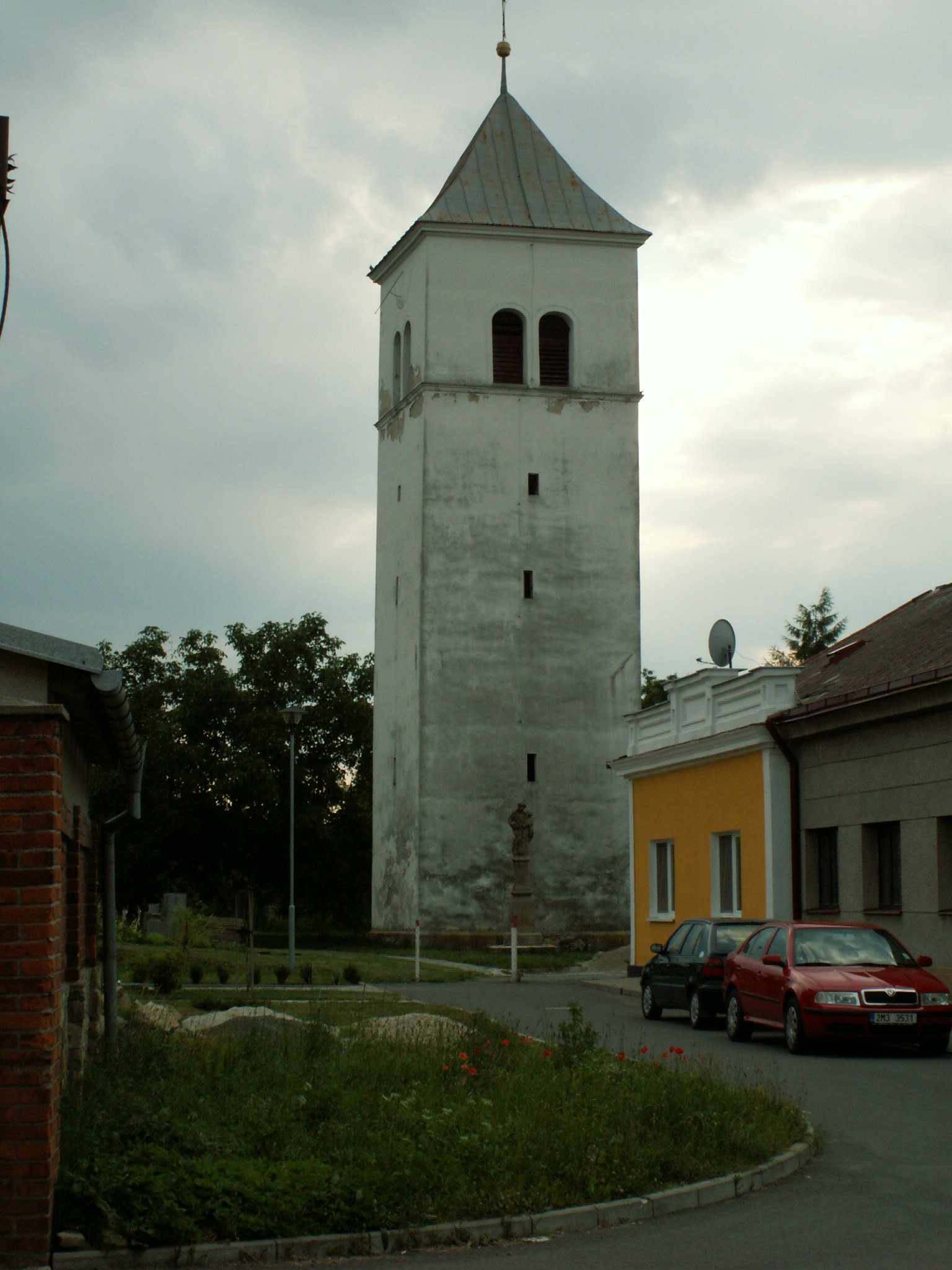
Renesanční věž, původně bratrská zvonice. Stavba ze 16. století

V 16. století byly Dřevohostice významnou základnou Jednoty bratrské, kterou podporovali Žerotínové. Postavila v městečku zvonici, měla tu hřbitov a dokonce školu, která byla nejstarší bratrskou školou na Moravě, neboť byla založena již roku 1561. Po třicetileté válce se museli čeští bratři vystěhovat. O moc lépe nedopadli ani Židé – ti byli vypuzeni v roce 1676 a jejich synagoga od té doby sloužila jako budova školy.
V roce 1771 vypukl v Dřevohosticích velký požár, který zcela zničil jak bývalou synagogu, tak katolický kostel. Ten nebyl obnoven, přesunul se místo toho do bývalého bratrského sboru. Škola byla přesunuta do nově postavené budovy. Do sklonku 19. století spadá rozvoj spolkového života. V roce 1885 byl založen Sbor dobrovolných hasičů, mající při založení 52 členů a fungující dodnes, roku 1895 Ústřední matice školská. Významnou událostí v historii Dřevohostic byly národopisné slavnosti a výstava v červenci 1893, prezentující záhorské zvyky.
Až do roku 1731 měly Dřevohostice hrdelní právo, uzpůsobené podle kroměřížské jurisdikce. Asi nejznámější exekucí byla dne 12. května 1713 poprava Mariny Cagašové z Domaželic, odsouzena z vraždy svého dítěte. Stínadla se nacházela naproti bývalému cukrovaru, později na tomto místě stála kaple sv. Kříže, dnes již zaniklá. Šibenice stála na kopci zvaném Šibence jižně od obce.

#### Hospodářské poměry
K roku 1710 se v Dřevohosticích připomínají následující cechy, jejichž tradice často sahala až do 15. století: tkalcovský, ševcovský, kovářský, kožešnický, hrnčířský, řeznický, krejčovský a soukenický. Později přibyl cech mlynářský a zednický. Celkem jich fungovalo v městečku tehdy asi 14. Na konci 18. století, v roce 1791, žilo v Dřevohosticích 1282 obyvatel.
Později ale začala řemesla, a s nimi i cechy upadat a Dřevohostice získávaly čím dál více zemědělský ráz. Zemědělství dostalo nový impuls v polovině 19. století, kdy se na místních polích začíná pěstovat cukrová řepa. Nejprve ji zpracovával cukrovar v Domaželicích (1851–1858), poté v Přerově (od 1858) a na jiných místech. V roce 1894 byl založen cukrovar přímo v Dřevohosticích, zajímavý tím, že neměl napojení na železnici. Další podnikatelské aktivity měly krátkodobý charakter: v letech 1865–1869 fungovala tkalcovna, 1872–1873 na Novosadech továrna na obuv. Vznikají též první peněžní ústavy – již v roce 1738 Kontribučenská záložna, v roce 1879 pak Rolnická záložna. Dále je v roce 1862 je otevřena pošta, 1871 četnická stanice.

### V letech 1897–1945
Počátkem 20. století pokračuje rozkvět spolkového života, trvající až do počátku druhé světové války. V roce 1909 je založen Sokol, 1912 spolek včelařů, na počátku století funguje čtenářsko-pěvecký spolek Žerotín, který se ale roku 1921 rozešel (jeho knihovnu převzala nejprve škola a pak se její fond stal základem obecní knihovny). TJ Orel vznikl až po převratu roku 1921, stejně jako Okrašlovací spolek a v roce 1929 odbočka Československého červeného kříže. V zámku sídlila Ochranovna pro mravně zpustlou mládež (1901–1919), poté byla budova adaptována na obecnou a měšťanskou školu. Roku 1912 je navíc zřízena Zemská odborná škola hospodářská. Pokračuje rovněž technický a hospodářský rozvoj obce. Poté, co bylo roku 1894 zavedeno spojení telegrafní, je uvedeno do provozu roku 1909 spojení telefonní. Elektrifikace byla provedena až roku 1921. V roce 1914 byl založen Spořitelní záloženský spolek. K rozvoji dopravy přispělo zavedení autobusové linky do Bystřice, k nimž Dřevohostice tehdy administrativně přináležely, a do Přerova. Stalo se tak v roce 1919.
Za druhé světové války se v Dřevohosticích vytvořila odbojová skupina v místním Sokole, jehož členy byli mimo jiné tehdejší starosta Jaroslav David a učitel a vlastivědný pracovník Leopold Smiřický. Konec války doléhá však i zde – na podzim 1944 zahynulo několik lidí při americkém bombardování. V únoru 1945 byla zavřena měšťanská škola a na zámku se ubytovali němečtí vojáci. Dřevohostice byly znovu bombardovány 4. května 1945, tentokrát Sověty. Při ústupu navíc Němci zničili několik mostů v okolí. Rudá armáda osvobodila městečko v brzkých ranních hodinách 8. května 1945.

### Po druhé světové válce
Komunisté neměli v obci před válkou zázemí, a tak zde začínali vlastně od nuly. Organizace KSČ byla založena až 12. května 1945, stejného roku vznikla odbočka Spolku čs.-sovětského přátelství. Ve volbách roku 1946 zvítězili lidovci, KSČ byla druhá. I proto byl Únor 1948 přijat se smíšenými pocity.
Po Únoru nastaly v obci bouřlivé změny. Hned v roce 1948 byla zrušena Rolnická záložna i Spořitelní záloženský spolek, které nahradila Státní spořitelna. Výrazným zásahem do života obce byla ovšem kolektivizace zemědělství. JZD I. stupně bylo sice založeno již roku 1952, následujícího roku se ale rozpadlo a muselo být zřízeno JZD menšinové. Teprve v roce 1959 byly Dřevohostice prohlášeny „socialistickou obcí“, problémy ale přetrvávaly. Příjmy družstevníků byly nízké, krom toho mělo družstvo velmi nepříznivou věkovou strukturu členstva (velký podíl důchodců). Situace se zlepšovala teprve od 60. let, v letech osmdesátých již dřevohostické JZD patřilo k těm prosperujícím a vykazovalo velké hektarové výnosy.
Ke změnám došlo též ve školství. Mimo jiné zásluhou tehdejšího ředitele ZŠ Leopolda Smiřického (ve funkci 1949–1953 a 1954–1957) došlo k přesunutí školy ze zámku do nově postavené moderní budovy, která byla slavnostně otevřena 19. srpna 1956. Rozšířilo se též školství odborné – Zemská odborná škola hospodářská, přejmenovaná na Rolnickou školu pěstitelskou, sice v roce 1952 zanikla (do jejích prostor se nastěhovala mateřská škola, založená krátce po válce), stejně tak Zednická škola, zřízená roku 1957, fungovala jen tři roky, ale v roce 1960 bylo založeno Zemědělské odborné učiliště a v roce 1965 odbočka Lidové školy umění. Uvolněnou budovu zámku využívá od roku 1965 Ústav sociální péče pro děti a mládež jako výchovné zařízení. V městečku byla zřízena středisková knihovna. Neutichla ani spolková činnost, byť provozovaná na novém zákonném podkladě. V Dřevohosticích existovala Osvětová beseda, TJ Sokol (1953–1958 fungoval pod názvem TJ Slavoj), Svazarm zde měl střelnici, činnost vyvíjelo Myslivecká společnost.
Hospodářskou dominantou nadále zůstal cukrovar, který prošel důkladnou modernizací. V 60. letech zaměstnával 60 lidí. Mezi menší podniky patřilo Kovodružstvo. Poměrně rozsáhlá byla po válce stavební činnost. Kromě již zmiňované základní školy byla postavena nová budova samoobsluhy, most na Chmelín, smuteční síň, benzínová stanice, vybudována byla veřejná kanalizace a několik nových obytných budov. Opraveny byly budovy kina a sokolovny.
Dřevohostice patřily až do roku 1960 k okresu Holešov. Po správní reformě a vytvoření nových okresů byly přiřazeny k okresu Přerov, o což ostatně místní zastupitelstvo žádalo už v roce 1919. V roce 1963 se dřevohostické JZD sloučilo s JZD v Turovicích a 1964 s JZD v Nahošovicích, čímž byl dán základ vytvoření Dřevohostic jako střediskové obce pro širší okolí. K dřevohostickému MNV byly pak připojeny v roce 1964 Nahošovice a Turovice, v roce 1976 Lipová, Křtomil, Oprostovice, Radkova Lhota, Radkovy a Bezuchov. V roce 1983 se všechny uvedené obce staly místními součástmi Dřevohostic ( kromě Bezuchova) a tento stav trval až do roku 1990. Četnická stanice, po válce fungující jako stanice SNB, byla zrušena k 1. červenci 1964.

## Současnost
Již po obecních volbách v roce 1990 se od Dřevohostic odtrhly všechny připojené obce. V devadesátých letech bylo zrušeno kino a hlavně zanikl ještě nedávno prosperující cukrovar. Dnes tedy kromě zemědělského družstva funguje z větších podniků pouze firma Z & Z Dřevohostice, s.r.o., která dává práci 25 lidem. Zabývá se výrobou a opravami elektromotorů. Nadále funguje základní škola i ústav sociální péče V Dřevohosticích je nyní aktivních několik spolků, především tradiční Sokol, Sbor dobrovolných hasičů, Myslivecká sdružení a spolek včelařů. Dále tu je kynologický klub, minulost obce propagující vlastivědný spolek Žerotín a konečně oddíl mažoretek. Od 23. dubna 2008 byl obci obnoven status městyse.

## Správa městyse
Od 1. července 1983 do 23. listopadu 1990 k městysi patřil Křtomil.

## Pamětihodnosti

### Zámek

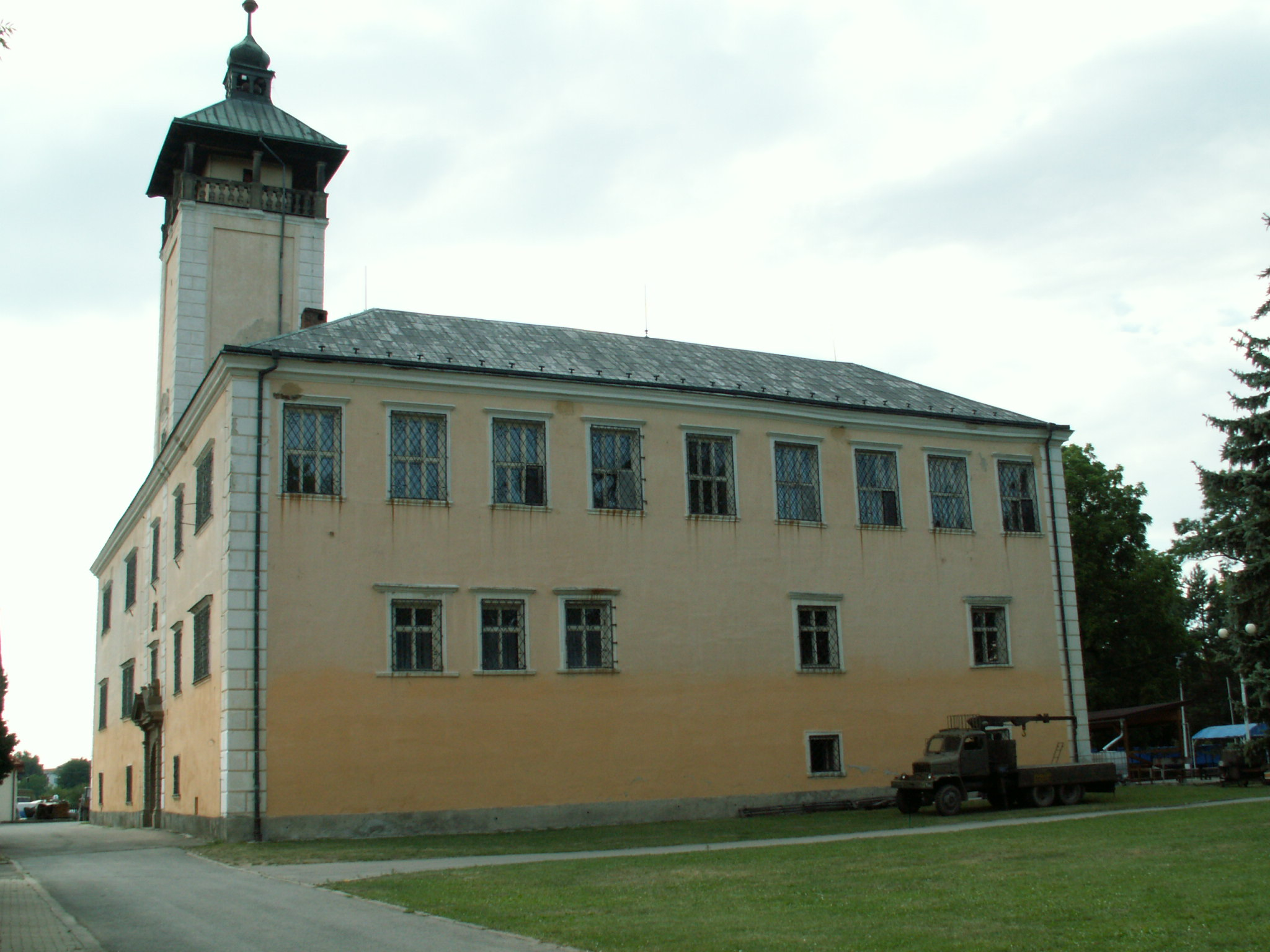
Zámek, dnes sloužící kulturním akcím

Dřevohostický zámek byl původně gotickou tvrzí ze 14. století. Na přelomu 16. a 17. století jej nechal zásadně přestavět v renesančním duchu Karel starší ze Žerotína. Autorem vlastních úprav byl snad italský stavitel Girolamo Vlach. Ten do stavby pojal gotickou průjezdní věž a bránu orámoval renesančním bosovaným portálem. Zřejmě jeho úpravou je též výstavba masivní zdi kolem zámku, před níž byl vodní příkop napájený blízkým potokem. Interiér stavitel vyzdobil oblouky nad arkádovým ochozem, spočívajícími na hranolových pilířích (v přízemí) a na toskánských sloupcích (v patrech). K další přestavbě došlo už v době barokní. Vnější fortifikaci nechal vybavit rozměrnými okrouhlými baštami v roce 1649 Jan Kaltschmied z Eisenberka. V roce 1844 byly dále upraveny fasády a arkády, zároveň došlo při rozšiřování parku k odstranění opevnění.
Dnes má zámek podobu dvoupatrové čtyřkřídlé budovy (38 x 31 m) kolem nevelkého nádvoří. Na třech stranách nádvoří je renesanční arkáda. Nad jižním vstupním křídlem je pětipatrová hranolová věž. Vstup je zdoben renesančním portálem. Z opevnění se zachoval pouze zbytek hradby s dvěma baštami jižně od zámku a část vodního příkopu. Pozůstatky gotické tvrze jsou dosud rozeznatelné v přízemí kolem průjezdu a jižního nároží. Okolo zámku byl malý park s exotickými stromy a keři, v 19. století měli nedaleko majitelé zámku bažantnici a rozsáhlé skleníky s pomeranči a fíky. Skleníky jsou dnes již zrušené a na jejich místě je nová zástavba.
Po odkoupení zámku obcí sloužila jeho budova v letech 1898–1901 jako ubytovna pro výletníky. V období 1901–1919 zde Jubilejní jednota lidumilů na Moravě provozovala Ochranovnu pro mládež mravně zpustlou. Následně je zámek adaptován na školu, která v něm fungovala v letech 1919–1956. Po další adaptaci zámek převzal roku 1965 Ústav sociální péče, který zde sídlil do roku 2001. V současnosti je zámek v letních měsících přístupný turistům, v zámku se nachází pamětní síň Lva kardinála Skrbenského, výstava ak. sochaře Jiřího Lendra a jiné stálé expozice. K prohlédnutí i ke slavnostním účelům zde funguje obřadní síň. K dispozici je také konferenční místnost. Možná je i vyhlídka z věže. V přízemí zámku funguje Informační centrum a v předzámčí se nachází unikátní Hasičské muzeum.
K zámku se váže pověst o místní Bílé paní.

### Farní kostel svatého Havla

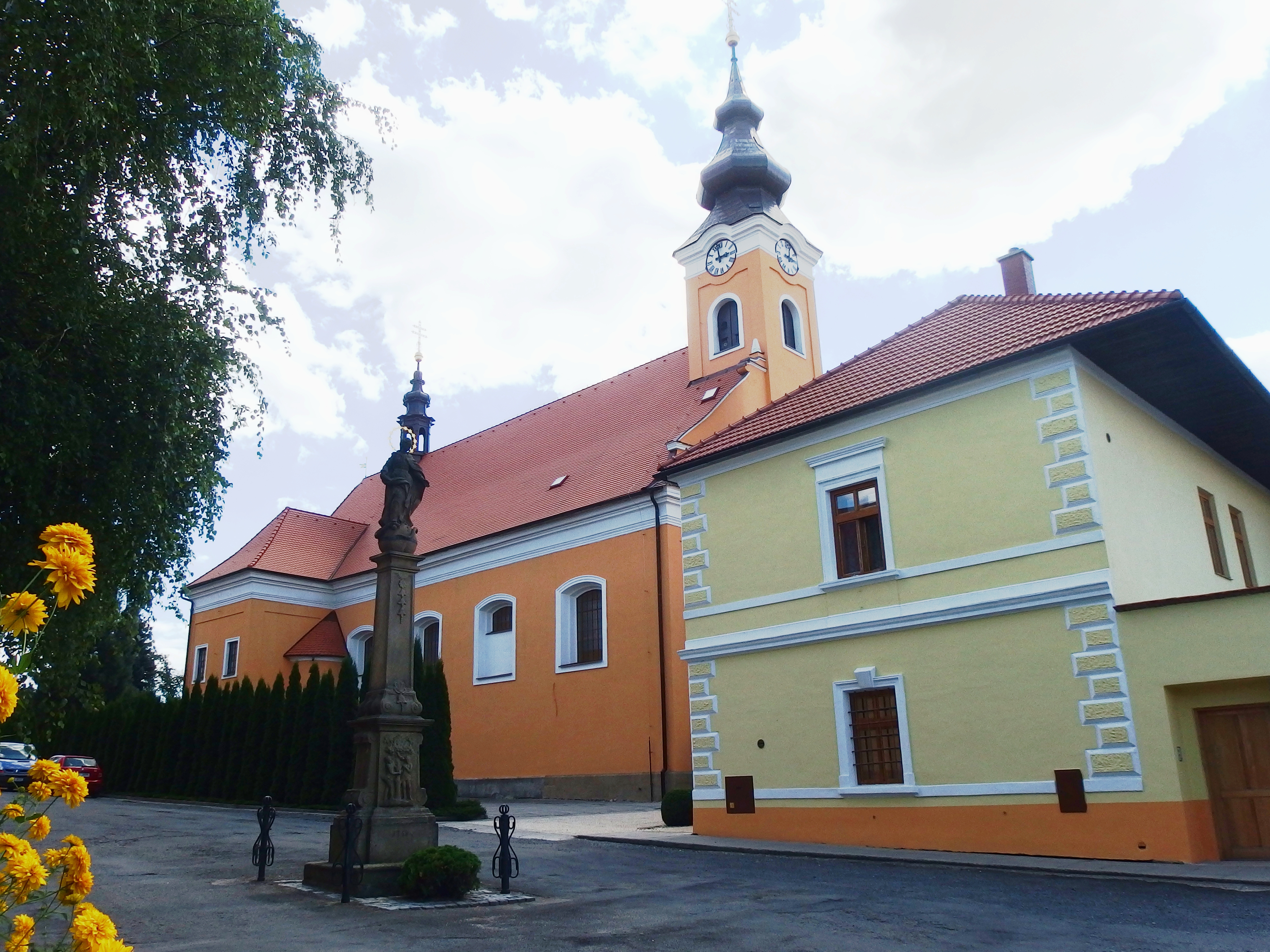
Farní kostel svatého Havla

Farní kostel sv. Havla byl původně bratrským sborem, jak dodnes dokládá nápis na jeho větrníčku – I B A 1579, což znamená Jan Blahoslav Apterix (= bezperý). Datum na větrníčku je datem dokončení budování kostela, které probíhalo v letech 1570 – 1579. Současný vzhled získal kostel po přestavbě v roce 1771.
V kostele se nalézají také vzácné oltářní obrazce jezuitského barokního malíře Ignáce Raaba zhruba z poloviny 18. století.
Dále má kostel své vlastní historické varhany. Historické varhany se šestnácti rejstříky postavil mistr varhanář Jan Vejmola z Brna v roce 1784. Tyto varhany prošly v roce 1885 opravou avšak v roce 1949 byly za pana faráře Artura Pospíšila vyměněny za varhany nové, které slouží až doposud.
Ke kostelu přísluší také velká budova místní fary. Původně sloužila budova fary jako Bratrský dům k němuž náleželo velké pole zvané Bratrsko. Již před rokem 1561 sídlila v budově fary taká místní bratrská škola, která byla jednou z nejstarších svého druhu na Moravě.
Před dnešní budovou fary stojí pískovcový Mariánský sloup se vzácným reliéfem zobrazujícím Adama a Evu u rajského stromu. Tento sloup je dílem lidového umělce z roku 1768.

### Další architektonické památky

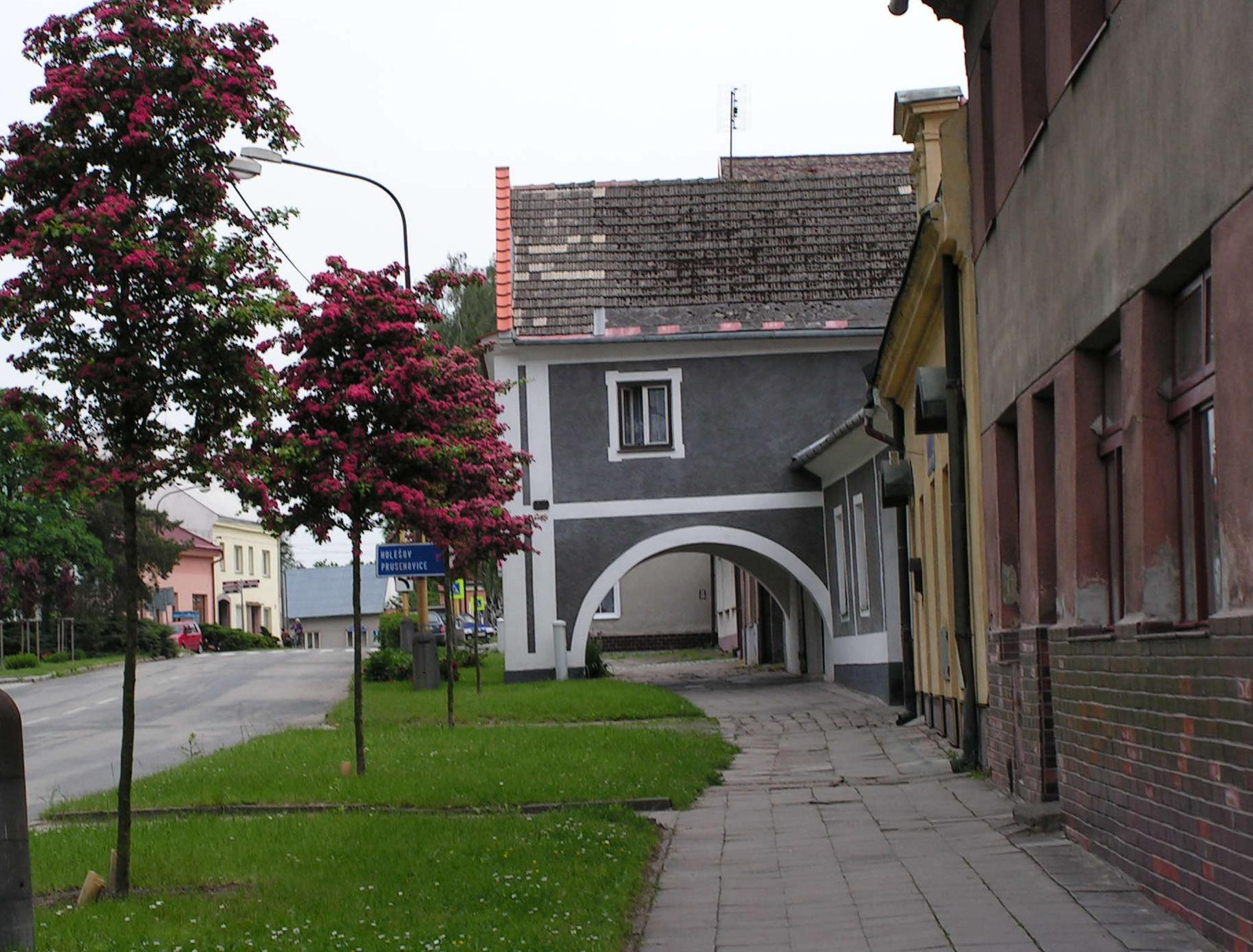
Záhorský žudr, dům č. p. 17.

Záhorský žudr usedlosti čp. 17 na náměstí proti radnici je unikátní architektonickou památkou z 18. století. Tento dům je jedinečným dokladem a ukázkou hanácké lidové architektury. V roce 1963 bylo opraveno průčelí a v tom samém roce se také tato stavba dostala na seznam kulturních památek.

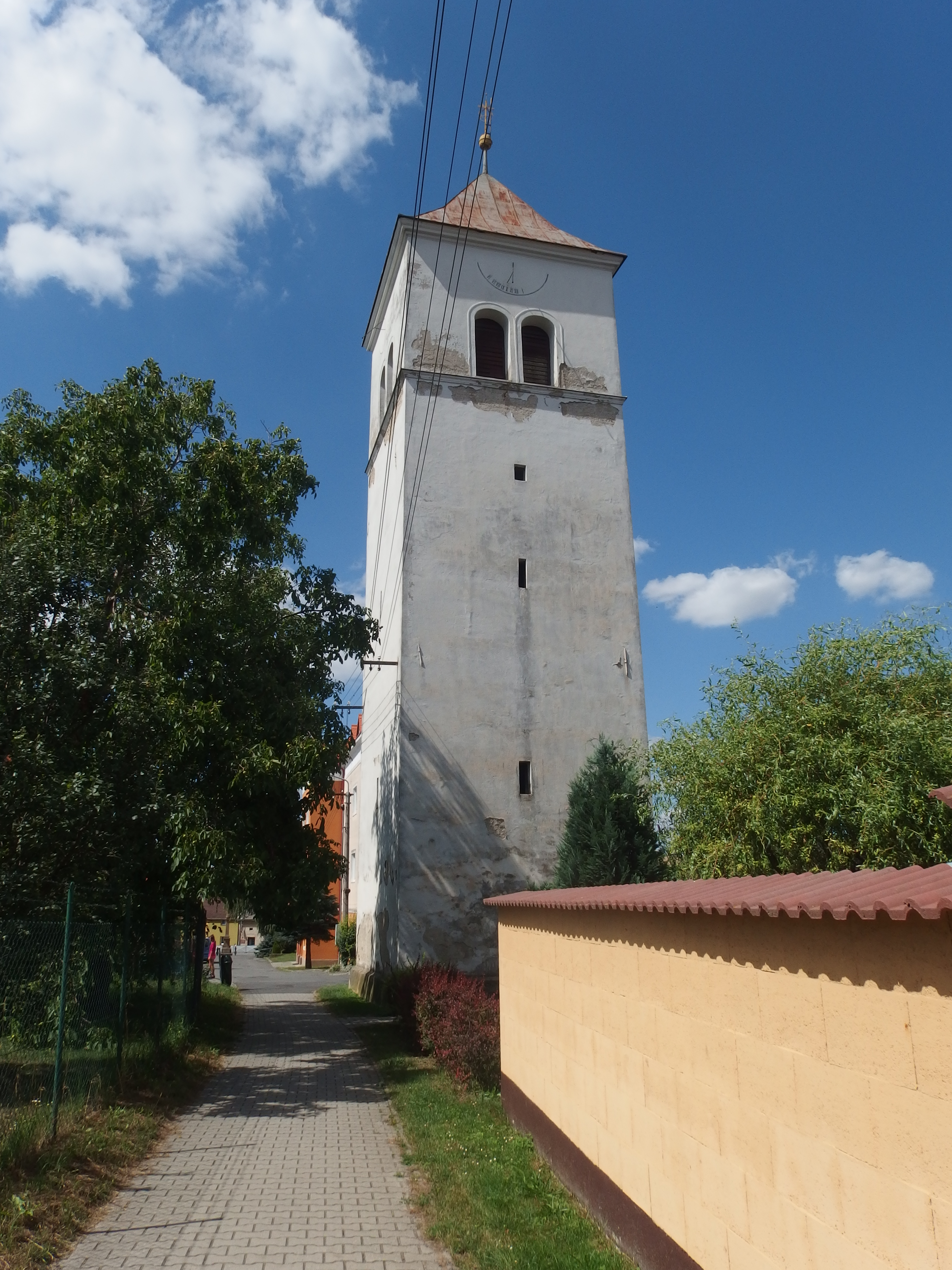
Zvonice nedaleko farního kostela

Renesanční zvonice je položena asi 100 m od farního kostela v místech, kde býval bratrský hřbitov. Tato stavba má pět podlaží a tyčí se do výšky dosahující 25 metrů. Věž původně postavili čeští bratři jako zvonici v roce 1521. Z tohoto roku také o zvonici pocházejí první písemné zmínky. V původní verzi se na věži nacházela renesanční atika (architektura). Její vzhled se však změnil po přestavbě v roce 1581. Původně byly ve zvonici zavěšeny čtyři zvony. Avšak v období první a druhé světové války byly všechny zvony dle nařízení úřadů odvezeny na výrobu zbraní pro válečné potřeby. V současné době jsou na zvonici zvony již pouze dva (zvon panny Marie a zvon sv. Havla). Okolo zvonice dříve býval ještě českobratrský hřbitov. Ten tu ovšem dnes již nenajdeme.

### Sochy a památníky

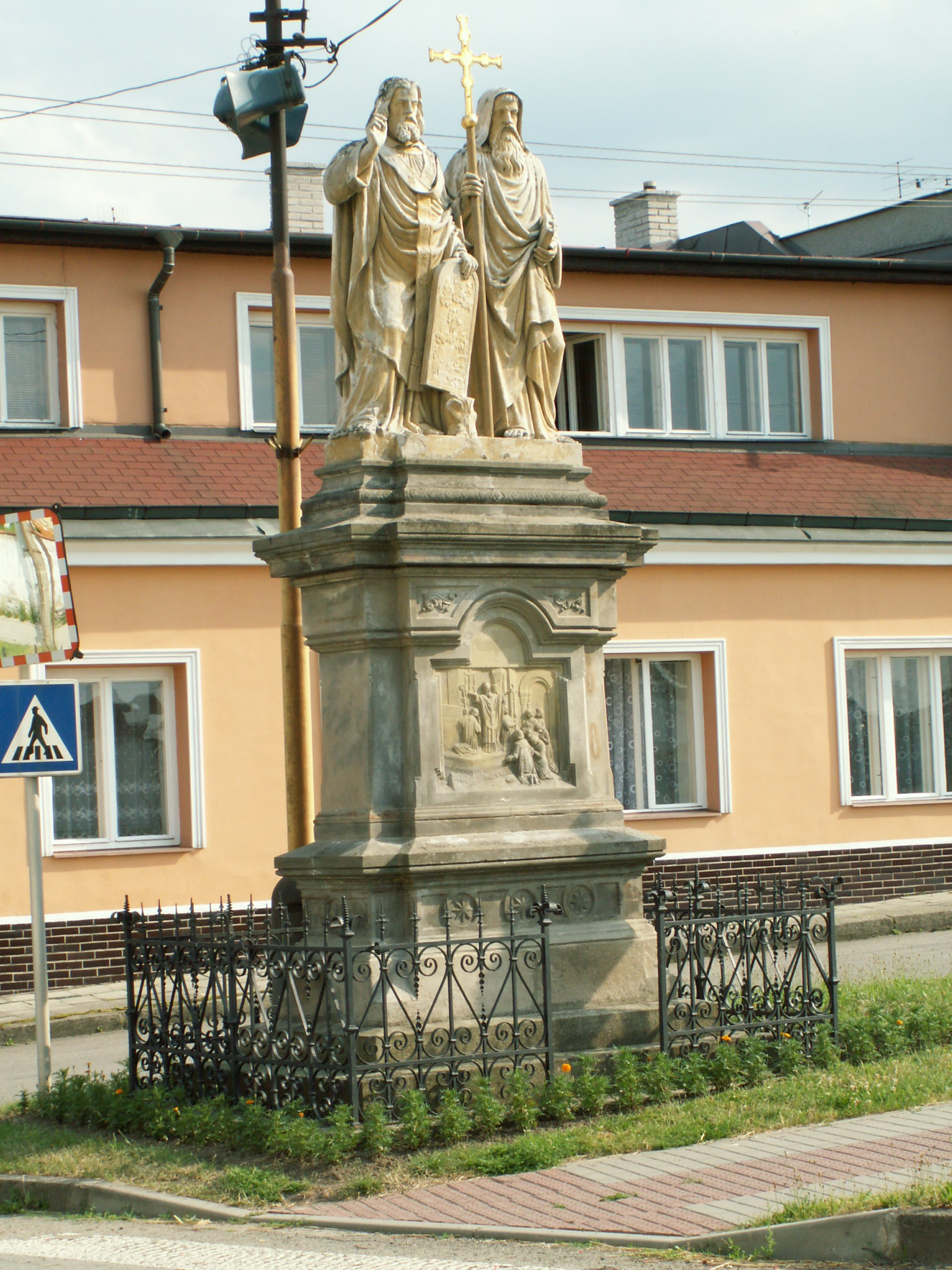
Socha sv. Cyrila a Metoděje

V Dřevohosticích je rozmístěna celá řada soch světců, většina z nich je barokních:
- Socha sv. Rozálie z poloviny 18. století je nedaleko zvonice.
- Socha sv. Jana Sankandera stojí v předzámčí.
- Socha sv. Rocha
- Socha sv. Jana Nepomuckého stojí za mostem u bývalého cukrovaru
- Sochy sv. Cyrila a Metoděje na náměstí jsou dílem sochaře A. Becka z roku 1892
- Socha Panny Marie s 12 hvězdami nad hlavou. Na nosném podstavci jsou zpodobněni Adam a Eva pod stromem poznání. Sochu, pocházející z roku 1768, najdeme u vjezdu na mostem přes říčku Bystřičku.
- Socha sv. Šebestiána stojí na rozcestí Nahošovic a Dřevohostic
- Socha sv. Agáty je umístěna na cestě k Holešovu
- Socha sv. Karla Boromejského je na cestě u Turovic
- Socha sv. Františka Xaverského je naproti sokolovny
- Socha sv. Vavřince
- Socha sv. Floriána byla zhotovena v roce 1863. Sv. Florián je považován za patrona městečka.

K dalším církevním památkám můžeme připočítat kamenný kříž na hřbitově z roku 1765 a Mariánský sloup z roku 1768
Z éry první republiky pochází pomník padlým z 1. světové války, dílo akademického sochaře Julia Pelikána. V roce 1947 byly na pomníku odhaleny další dvě kovové desky se jmény obětí 2. světové války. V roce 1947 byl navíc odhalen památník osvobození Rudou armádou, postavený brigádníky podle návrhu Petra Kotka. Oba pomníky stojí v parku na náměstí.

## Osobnosti a rodáci
- Cyril Sládeček (1864-1910), ř. k. kněz, vysvěcen 1886, ThDr., v létech 1899-1910 vicesuperiorem arcibiskupského semináře v Olomouci, od r. 1907 konzistorní rada
- Josef Schreier (1718–???), barokní hudební skladatel
- Josef Vykoukal (1861–1927), statkář, podnikatel v cukrovarnictví a politik, moravský zemský poslanec
- Cyril Vrbík (1927–2002), římskokatolický kněz, brutálně zavražděn